# صربین
صربین (به عربی: صربين) یک منطقهٔ مسکونی در لبنان است که در شهرستان بنت جبیل واقع شده‌است.
 صربین   ۵۹۰ متر بالاتر از سطح دریا واقع شده‌است.